# Língua aguacateca
A língua aguacateca (qa'yol, também chamada Awakateko, Chalchiteco, Coyotin, Aguateca, Awaketeco ou Balamiha)) é uma língua maia, aparentada com o ixil e originária da região da Sierra de los Cuchumatanes, falada sobretudo no município guatemalteco de Aguacatán, no departamento de Huehuetenango. Existe também uma pequena população falante de aguacateco em Chiapas, no México. O número total de falantes desta língua ronda os 18 000.
Segundo dados da Comisión Nacional para el Desarrollo de los Pueblos Indígenas (CDI) (México), o aguacateco é a língua indígena em maior perigo de extinção no México, com apenas cerca de vinte falantes.
A língua Aguacateca é relacionada de forma bem próxima com  língua ixil e as duas formam um pequeno sub-ramo Ixleano das línguas Memeanas. Essas línguas memeanas, junto com as línguas Mam e Tectiteca formam o sub-grupo maior Memeano, o qual por sua vez junto com as línguas Grande-Quicheanas (dez línguas Maias) incluindo a língua quiché, formam o ramo Quicheano-Maiano.
Os Aguacatecas se referem à língua como qa'yol, cujo significado literal é “nossa palavra”.

## Escrita
Como ocorre com todas as línguas das Américas, o Aguateco usa na sua escrita o alfabeto latino ensinado por missionários.
São 5 vogais simples e duplicadas (p/ sons longos) – A, AA, ... U, UU – 4 ditongos – Ay, Ey, Ou, Uy.'
Os sons consoantes são 30: B’, Ch, Ch’, H, J, K, K’, Ky, Ky’, L, M, N, Nh, P, P’, Q, Q’, R, S, T, T’, Tx, Tx’, Tz, Tz’, W, X, Xh, Y, ‘.

## Fonologia
|                  |                  |                  | Bilabial | Alveolar      | Postalveolar  | Retroflexa    | Palatal | Velar   | Velar    | Uvular | Glotal |
| Normal           | Palatizada       |                  | Bilabial | Alveolar      | Postalveolar  | Retroflexa    | Palatal |         |          | Uvular | Glotal |
| ---------------- | ---------------- | ---------------- | -------- | ------------- | ------------- | ------------- | ------- | ------- | -------- | ------ | ------ |
| Plosiva          | Normal           | Normal           | p /pʰ/   | t /tʰ/        |               |               |         | k /kʰ/  | ky /kʰʲ/ | q /qʰ/ | ' /ʲʔ/ |
| Plosiva          | Ejetiva          | Ejetiva          | p' /pʼ/  | t' /tʼ~dʼ/    |               |               |         | k' /kʼ/ | ky'/kʼʲ/ |        |        |
| Plosiva          | Implosiva        | Implosiva        | b' /ɓ/   |               |               |               |         |         |          | q' /ʛ/ |        |
| Nasal            | Nasal            | Nasal            | m /m/    | n /n/         |               |               |         | nh /ŋ/  |          |        |        |
| Fricativa        | Fricativa        | Fricativa        | w /v~f/  | s /s/         | xh /ʃ/        | x /ʐ/         |         |         |          | j /χ/  | h /ʜ/  |
| Africada         | Normal           | Normal           | p /ɸʰ/   | tz /t͡sʰ/      | ch /t͡ʃʰ/      | tx /ʈ͡ʂʰ/      |         |         |          |        |        |
| Africada         | Ejetiva          | Ejetiva          |          | tz' /t͡sʼ~dzʼ/ | ch' /t͡ʃʼ~dʒʼ/ | tx' /ʈ͡ʂʼ~ɖʐʼ/ |         |         |          |        |        |
| Vibrante simples | Vibrante simples | Vibrante simples |          | r /ɾ/         |               |               |         |         |          |        |        |
| Aproximante      | Aproximante      | Aproximante      |          | l /l~ɺ/       |               |               | y /j/   | w /ʍ/   |          |        |        |